# Endemie (geneeskunde)
Endemie is het continu voorkomen van een infectieziekte in een bepaald gebied zonder dat de patiënten de ziekte elders hebben opgelopen en waarbij het aantal besmettingen relatief constant is. Het aantal nieuwe besmettingen wordt gecompenseerd door het aantal personen bij wie de ziekte verdwijnt, hetzij door het sterven van de persoon of door genezing.
Wanneer het aantal besmettingen exponentieel toeneemt en vervolgens heel snel afneemt wegens een gebrek aan mogelijk te besmetten individuen, is de ziekte geen endemie, maar een epidemie. Een epidemische ziekte sterft in een bepaald gebied ofwel uit ofwel wordt na verloop van tijd endemisch.

## Voorbeelden
Voorbeelden van huidige endemieën in Europa zijn seizoensgriep (deze veroorzaakt ongeveer 290.000-650.000 doden per jaar wereldwijd), en kinderziekten als waterpokken.
Malaria is bijvoorbeeld geen endemie in Europa. Hoewel er frequent malariapatiënten naar Europa komen, kan de ziekte zich niet verspreiden vanwege de afwezigheid van de ziektevector: de mug Anopheles. In Nederland en België ligt de situatie gevoeliger; zie onder malariamuggen.
Europa kende eveneens de pest van de 14e tot de 17e eeuw als een endemische ziekte. Lepra was tot de middeleeuwen endemisch in West-Europa, maar komt tegenwoordig in Nederland slechts sporadisch voor en dan nog uitsluitend als importziekte.
In bepaalde streken in India is cholera endemisch.
Verwacht wordt dat ook het COVID-19-virus SARS-CoV-2 een endemisch karakter krijgt.

## Modellering
Een infectie is in een endemische steady state als elke geïnfecteerde deze gemiddeld aan één ander persoon doorgeeft. Bij een volledig vatbare populatie komt dat overeen met een basis-reproductiegetal (R0) van 1. In een populatie waarin sommigen immuun zijn, geldt dat R0 vermenigvuldigd met S, de fractie van vatbare individuen in de populatie, 1 is:
{\displaystyle \ {R_{0}}\times {S}={1}}